# Turinsk
Turinsk (ros. Туринск) – miasto w Rosji. Centrum administracyjne rejonu turińskiego w obwodzie swierdłowskim.
Miasto leży na prawym brzegu rzeki Tura, u ujścia do niej dopływu Jarłynka. 253 km na północny wschód od Jekaterynburga. W 2005 roku 18,8 tys. mieszkańców. Stacja kolejowa Turinsk-Uralski.
W Turinsku urodził się Jurij Zorin, radziecki lekkoatleta.

## Historia
Powstało w 1600 roku jako gród obronny i osada woźniców na trakcie syberyjskim, w miejscu zburzonego w 1581 przez oddział Jermaka starożytnego miasta Jepanczin, stolicy posiadłości ostiackiego księcia Jepanzy.